# Transportes Urbanos de Sabadell
TUS (acrónimo de Transports Urbans de Sabadell) es la compañía municipal encargada del transporte urbano en la capital del Vallés Occidental. Actualmente la flota de autobuses es de 65. El parque de autobuses de TUS está compuesto en su mayoría por vehículos de la marca Man y son de color verde, amarillo y blanco.

## Líneas[1]

### Laborables
| Línea | Origen/Destino                             | Ciudades abastecidas             |
| ----- | ------------------------------------------ | -------------------------------- |
| L1    | Can Deu <-> Estació Sud                    | Sabadell                         |
| L2    | Can Deu <-> La Creu de Barberà             | Sabadell                         |
| L3    | Can Deu <-> La Romànica                    | Sabadell                         |
| L4    | La Roureda <-> Can Roqueta <-> El Poblenou | Sabadell                         |
| L5    | Can Rull <-> Les Termes                    | Sabadell                         |
| L7    | Castellarnau <-> Can Puiggener             | Sabadell                         |
| L8    | La Roureda <-> Estació Sud                 | Sabadell                         |
| L10   | Sant Julià <-> Plaça de Picasso            | Sabadell                         |
| L11   | Castellarnau <-> Sant Pau de Riu-sec       | Sabadell                         |
| L12   | Estació Centre <-> Sant Quirze Parc        | Sabadell y San Quirce del Vallès |
| L14   | Estació Centre <-> Els Merinals            | Sabadell                         |
| L23   | Sant Bernat <-> Taulí <-> Can Roqueta      | Sabadell                         |
| L44   | Parc Taulí <-> El Poblenou                 | Sabadell                         |
| L55   | Can Llong <-> Les Termes                   | Sabadell                         |
| L80   | La Plana del Pintor <-> Plaça de Picasso   | Sabadell                         |

### Laborables y festivos
| Línea | Origen/Destino                        | Ciudades abastecidas        |
| ----- | ------------------------------------- | --------------------------- |
| F1    | Can Deu <-> Estació Sud               | Sabadell                    |
| F2    | Sant Julià <-> La Creu de Barberà     | Sabadell                    |
| F3    | Can Deu <-> La Romànica               | Sabadell                    |
| F4    | Can Rull <-> El Poblenou              | Sabadell                    |
| F5    | Castellarnau <-> Les Termes           | Sabadell                    |
| F6    | Pl. Catalunya <-> Sant Pau de Riu-sec | Sabadell y Badía del Vallès |

| Línea | Origen/Destino      | Ciudades abastecidas |
| ----- | ------------------- | -------------------- |
| F15   | Centre <-> La Bassa | Sabadell             |

## Tarifas[2]
| Tarifa                        | Precio  |
| ----------------------------- | ------- |
| Billete sencillo              | 1,60 €  |
| Tarjeta T-10                  | 8,80 €  |
| Tarjeta T-Mensual             | 37,50 € |
| Tarjeta T-Mensual Joven       | 26,00 € |
| Carnet de tarificación social | Gratis  |